# مردم ایبان
مردم ایبان (به انگلیسی: Iban people) یا دایاک‌های دریا (Sea Dayaks)، یک گروه قومی آسترونزیایی بومی در شمال غربی بورنئو هستند. ایبان‌ها تحت عنوان دایاک‌های دریا نیز شناخته می‌شوند، عنوان دایاک توسط انگلیسی‌ها و هلندی‌ها برای گروه‌های قومی مختلف در جزیره بورنئو به کار گرفته شده است.
ایبان‌ها به دلیل به‌کارگیری رسم شکار سر و مهاجرت سرزمینی مشهور بودند و به عنوان یک قبیله جنگجوی قوی و پیروز، شهرت خوف‌آوری داشتند. از زمان ورود اروپایی‌ها و متعاقب آن استعمار این ناحیه، انجام رسم شکار سر به تدریج از بین رفت، اگرچه بسیاری از آداب و رسوم دیگر قبیله و همچنین زبان ایبان همچنان رونق دارند.
جمعیت ایبان در ایالت ساراواک در مالزی، برونئی و استان کالیمانتان غربی اندونزی متمرکز شده است. آنها از دوران قدیم، درخانه‌هایی به نام لانگ‌هاوس (به مالایی:rumah panjai) یا کندهٔ درخت (به مالایی: betang) در کالیمانتان غربی زندگی می‌کنند.

## تاریخ
خاستگاه نخستین
مردم ایبان در برونئو یک روایت بومی از تاریخ خود در اختیار دارند که بیشتر آن به صورت شفاهی، بخشی به صورت عبارات حک شده روی چوب (مالایی:papan turai) و بخشی به صورت شیوه‌های سنتی فرهنگی متداول است.
طبق افسانه‌ها و داستان‌های اسطوره‌ای بومی، شروع تاریخ آنها از رودخانه کاپواس در کالیمانتان (برونئوی اندونزی) شکل گرفته است. آنها به خاطر مشکلات قبیله‌ای، به تدریج به ساراواک نقل مکان کردند.
افسانه‌های قدیمی می‌گویند خاستگاه اصلی فرهنگ و زبان ایبان به ناحیه کاپواس علیا بازمی‌گردد، مطالعات انجام گرفته توسط چند زبان‌شناس امروزی مانند اسماء حاجی عمر (۱۹۸۱)، رحیم امان (۱۹۹۷)، چونگ شین و جیمز تی. کولینز (۲۰۱۹) و فرهنگ‌های مادی توسط ام. هپل (۲۰۲۰) این نکته را تأیید می‌کنند.

### دوران مهاجرت بزرگ

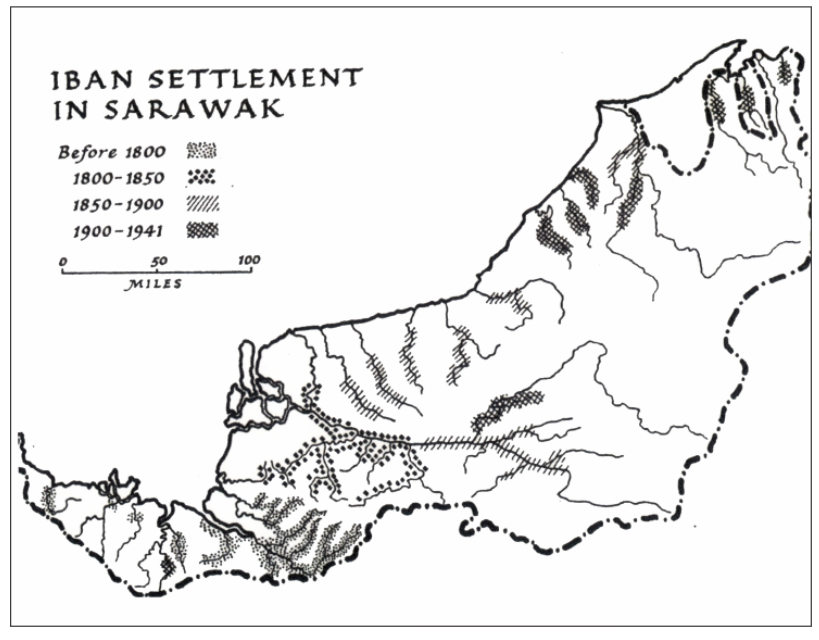
گسترش ایبان در سمت شمال بین ۱۸۰۰–۱۹۴۱

زمان آغاز دوران مهاجرت ایبان از محدوده کاپواس هولو بر اساس پژوهش بندیکت ساندین در سال ۱۹۶۸، دهه ۱۷۵۰ تعیین شد. این مهاجران جهت رفع احتیاجاتشان وارد باتانگ لوپار شدند و در مجاورت رود آندوپ (Undop River) مستقر شدند. در طی پنج نسل به سمت غرب، شرق و شمال گسترش پیدا کردند و سکونت‌گاه‌های جدید (باتانگ لوپار، باتانگ سادونگ و باتانگ لایار) در شاخه‌های فرعی این رود ایجاد کردند.
در قرن نوزدهم و طی حکمرانی بروک، قوم ایبان از طریق بخش‌های بالادست رود کاتیباس، باتانگ لوپار و رود ساریباس، به سوی حوضه رود رجانگ مهاجرت کردند. گزارش‌هایی از دهه ۱۸۷۰ که بیانگر این هستند که جمعیت بسیار بزرگی از قوم ایبان در نزدیکی موکاح و رود اویا مستقر شدند. مهاجران در دهه ۱۹۰۰، وارد تاتائو، کمنان (بینتولو) و بالینگان شدند. در اواخر قرن بیستم، پراکندگی قوم ایبان به لیمبانگ و وادی بارام در شمال ساراواک گسترش یافت.
بر اساس رویدادهای گزارش شده در دوران استعمار، مهاجرت‌های صورت گرفته در دوره حکمرانی بروک باعث مشکلات متعددی شد، این مشکلات به خاطر این به وجود آمد که قوم ایبان به راحتی می‌توانستند به قلمرو قبایلی که از قبل در منطقه‌ای ساکن بودند تجاوز کرده و در زمین‌های نواحی که در اصل برای امر کشاورزی آماده شده بود، اثرات نامطلوب زیست‌محیطی ایجاد کنند؛ بنابراین، مسئولان از مهاجرت آنها به بخش‌های دیگر سامانه رودخانه‌ای جلوگیری کردند. تنش ایجاد شده بین حکومت بروک و قوم ایبان، در باله ولی (Balleh Valley) به ثبت رسیده بود.

حکومت بروک به مهاجرت قوم ایبان به سمت شمال، در طی گسترش قلمرو در ساراواک کمک کرد، به همین علت قوم ایبان به یکی از گروه‌های قومی برجسته در ساراواک امروزی تبدیل شد.

علیرغم این واقعیت که مهاجرت ابتدایی چالش‌هایی را برای حکومت بروک به وجود آورد، از سوی دیگر موقعیت‌های مناسبی را در اختیار آن گذاشت. قوم ایبان و اطلاعات زیاد آنها در مورد اراضی و فراورده‌های جنگلی، این موقعیت را در اختیار بروک قرار داد تا نواحی جدید را برای خیزران، کافور، صمغ درختان مناطق گرمسیری، کائوچو جنگلی و سایر محصولات طبیعی جستجو کند. مسئولان امور هم چنین از سکونتگاه‌های دائمی قوم ایبان که در اراضی جدید ساراواک تحت تملک آنها ایجاد شده بود، حمایت کردند. این موضوع را می‌توان در انضمام لیبانگ در سال ۱۸۹۰، جایی که حکومت ساراواک به یاری قوم ایبان برای اقتدار خود متکی بود، مشاهده کرد. هم چنین یک روند مشابه با این موضوع، در بارام (Baram) اتفاق افتاد.
با خاتمه دهه ۱۸۰۰، چند ناحیه در ساراواک از جمله باتانگ لوپار، اسکرانگ والی و باتانگ آی (Batang Ai)، مقوله ازدیاد جمعیت را تجربه کردند. حکمران ساراوکی با چند شرط، تعدادی قلمرو را در دسترس جامعه ایبان قرار داد. به عنوان نمونه، حکومت به ایبانی‌های سیمانگانگ، اجازه مهاجرت نامحدود به بینتولو، بارام و بالینگان را اعطاء کرد، در حالی که در اوایل قرن بیستم، ایبانی‌های بخش دوم ساراواک اجازه داشتند به لیمبانگ مهاجرت کنند و اضافه بر آن، خود حکومت به جابجایی ایبانی‌ها از باتانگ لوپار به لوندو، یاری رساند.
خط مشی حمایتی حکومت، تأثیر مثبتی بر گسترش زبان و فرهنگ ایبان در سراسر ساراواک گذاشت. با وجود این، مهاجرت‌ها بر سایر گروه‌ها همچون مورد بوکیتان‌ها در باتانگ لوپار تأثیر گذاشت که در مورد موضوع روند ازدواج داخلی اعمال شده توسط رهبران بوکیتان، به تدریج تمام افراد بوکیتان در باتانگ لوپار را ترغیب کرد تا روش زندگی ایبان‌ها را در پیش بگیرند، بدین ترتیب قومیت‌ها به صورت جامعه ایبان تغییر پیدا می‌کردند. برخی گروه‌های دیگر همچون اوکیت‌ها، سرو، میریک و بیلیون تحت تأثیر روابط تحمیل شده تری قرار گرفتند که در این مورد جمعیت آنها تا حد کامل، توسط ایبان‌ها جایگزین شدند.
قرن هجده-نوزده

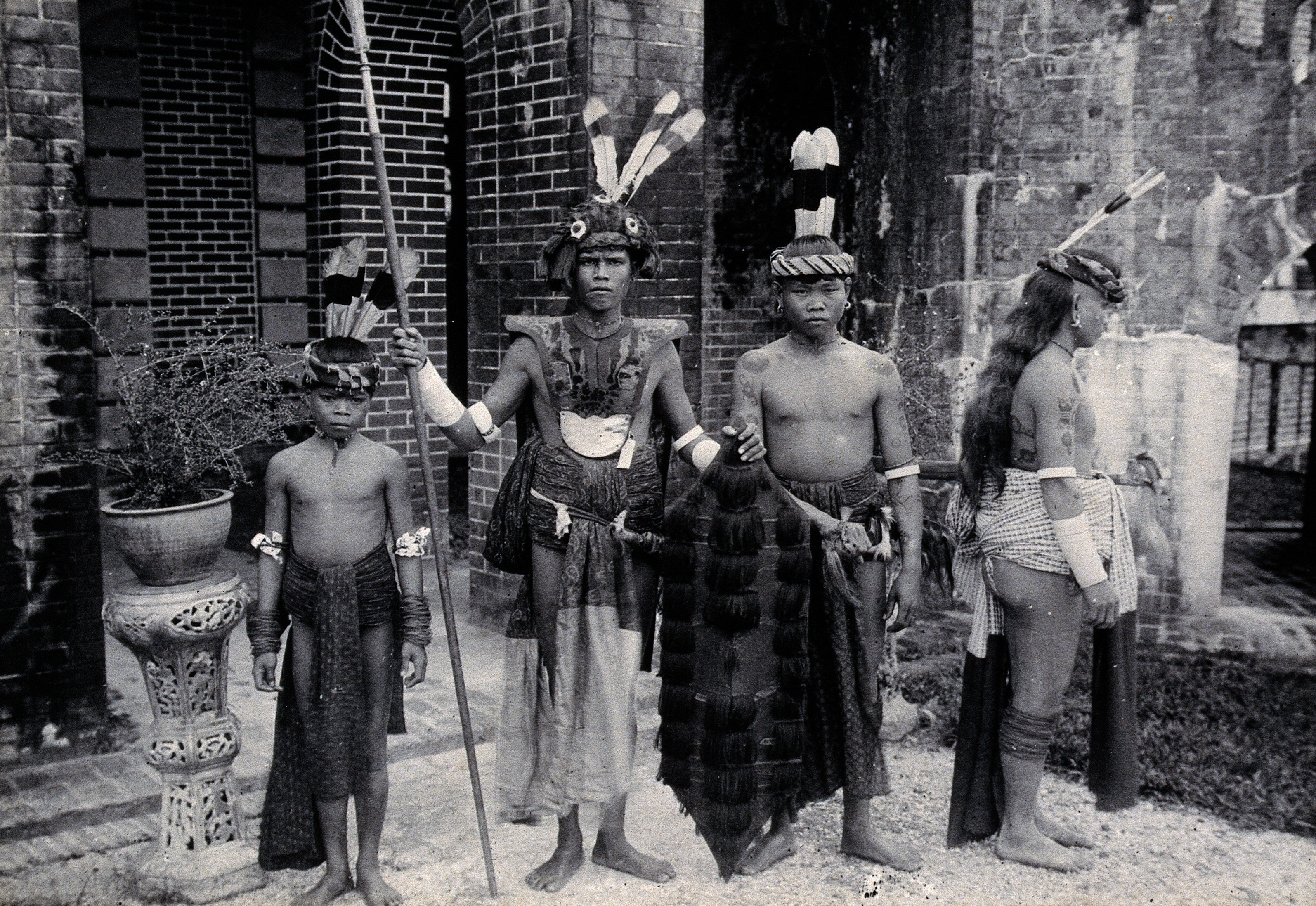
ساراواک؛ دایاک دریا به همراه اسلحه و پوشش مربوط به سر

رویدادها و گزارش‌های دوران استعمار از فعالیت دایاک در برونئو، اضافه بر بخش بزرگی از پژوهش و مطالعات مربوط به پیشینه مهاجرت قوم دایاک، به تفصیل و با دقت روابط اقتصادی و سیاسی آنها با دیگر جوامع را بازگو کرده است. به ویژه، سوء استفاده قوم ایبان یا دایاک دریا در ناحیه دریای چین جنوبی که به واسطه ددمنشی و فرهنگ خشونت‌آمیز جنگی علیه گروه‌های دارای سکونتگاه در میان دریا و منافع تجارت نوظهور غرب در قرن هجده و نوزده مستند گردیده است.
در سال ۱۸۳۸، جیمز بروک جسور برای ملاقات با سلطان برونئی، در جهت تلاشی نا امیدانه به منظور سرکوب شورش علیه حکومت سلطان، وارد این منطقه شد. بروک برای فرونشاندن شورش به سلطان کمک کرد و به همین خاطر در سال ۱۸۴۱ به مقام فرماندار ساراواک منصوب گردید و عنوان راجه به اعطا شد. بروک، عملیاتی را برای سرکوب راهزنی دریایی قوم دایاک انجام داد و هدف دومی را برای ترغیب آنها به منظور خاتمه دادن به رسم شکار سر در پیش گرفت. سرشناس‌ترین جنگجوی مخالف او در دایاک، رهبر نظامی رنتاپ بود. بروک سه مأموریت جنگی را علیه او رهبری کرد و در نهایت او را در نبرد سادوک هیل شکست داد. در طی این برخوردهای نظامی، بروک تعداد زیادی از جنگجویان دایاک را به کار گرفت و با طعنه گفت که «فقط دایاک قادر است دایاک را از بین ببرد».
در سال ۱۸۵۱، هنگامی که به بروک اتهاماتی مبنی بر به‌کارگیری شدت عمل بیش از حد علیه دایاک‌ها تحت پوشش عملیات نظامی ضد راهزنی دریایی وارد شد، گرفتار کشمکش‌هایی شد که در نهایت در سال ۱۸۵۴، منجر به تشکیل کمیسیون رسیدگی به این موضوع در سنگاپور گردید. بعد از یکسری تحقیقات، کمیسیون اتهامات را رد کرد. بروک از افراد نظامی دایاک تحت امر خود در ماموریت‌های نظامی دیگر همچون علیه شورشیان چینی ساراواک به رهبری لیو شان بانگ (Liu Shan Bang) و مالایی‌های ساراواک به رهبری شریف مساهُر (Sharif Masahor) استفاده کرد.
قرن بیستم

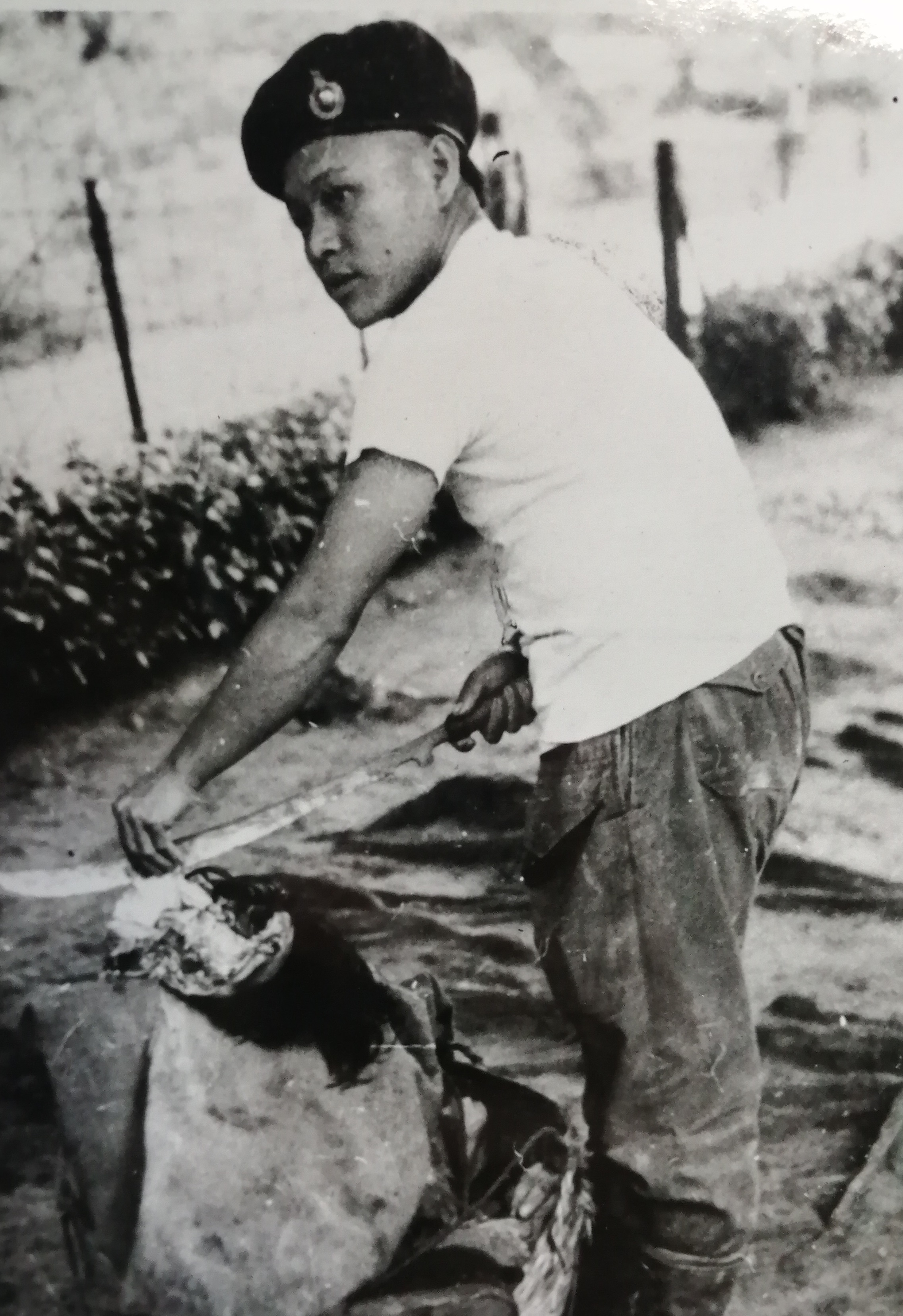
یک شکارچی‌سر از قوم ایبان در دوران وضعیت اضطراری در مالایا (۱۹۴۸–۱۹۶۰) که در حال بریدن پوست سر روی گنجایه بخش‌هایی از بدن انسان است.

در هنگام جنگ جهانی دوم، نیروهای نظامی ژاپنی برونئو را اشغال کردند و رفتار بسیار بدی با مردم داشتند به نحوی که کشتار مردم عادی دایاک و مالایی، به ویژه در مورد دایاک‌های بخش کاپیت، امری رایج بود. در قبال این برخورد بد ژاپنی‌ها، افراد دایاک به منظور کمک به نیروهای متفقین، یک نیروی ویژه تشکیل دادند. یازده تن از نیروی هوایی ایالات متحده و چند ده نفر از تکاوران استرالیایی، هزار نفر از دایاک‌های بخش کاپیت را برای انجام جنگ چریکی آموزش دادند. این گروه نظامی قبیله‌ای، تعداد ۱۵۰۰ سرباز ژاپنی را کشت یا اسیر کرد و اطلاعات بسیار با ارزشی در مورد میدان‌های نفتی تحت کنترل ژاپنی‌ها در اختیار متفقین قرار داد.
در هنگام وضعیت اضطراری مالایا، نیروی نظامی بریتانیا از شکارچیان سر قوم ایبان علیه ارتش آزادیبخش ملی مالایا استفاده کرد. به‌طور معمول دو سرباز پیاده‌نظام گشت‌زن که با یکدیگر مرتبط هستند، به عنوان دستیارهای رهگیر و فراگیر در این محیط بسیار بیگانه، همچون چشم و گوش مقام ارشد این گروه، نقش‌آفرینی می‌کنند. در سال ۱۹۵۲، هنگامی که دیلی ورکر، روزنامه کمونیست بریتانیا تعدادی عکس منتشر کرد که در آنها سربازان بریتانیا و ایبان در کنار سرهای بریده شده‌ای عکس انداخته بودند که احتمال می‌رفت متعلق به اعضای ارتش آزادیبخش ملی مالایا باشد، اخبار مربوط به این جریان در معرض دید عموم قرار گرفت.

## زبان
زبان ایبان (به مالایی:jaku Iban) شاخه‌ای از گروه قومی دایاک که قبلاً به نام دایاک دریا شناخته می‌شد، زبان محاوره‌ای مردم ایبان است. این زبان وابسته به زبان‌های مالایی است که یک شاخه مالایو-پلی‌نزیایی از خانواده زبان‌های آسترونزیایی است. گمان می‌رود که زادگاه زبان‌های مالایی در غرب بورنئو جایی که زبان‌های ایبانیک هنوز باقی‌مانده‌اند است. شاخه مالایی یک پراکندگی ثانویه احتمالاً از سوماترای مرکزی که ممکن است کمی با بورنئو همراه شده باشد را نشان می‌دهد.

## دین
| مذهب در قوم ایبان (فقط در مالزی) | مذهب در قوم ایبان (فقط در مالزی) | مذهب در قوم ایبان (فقط در مالزی) | مذهب در قوم ایبان (فقط در مالزی) | مذهب در قوم ایبان (فقط در مالزی) |
| -------------------------------- | -------------------------------- | -------------------------------- | -------------------------------- | -------------------------------- |
| دین                              | دین                              |                                  | درصد                             | درصد                             |
| مسیحیت                           | مسیحیت                           |                                  | ۷۶٫۳٪                            | ۷۶٫۳٪                            |
| جاندارانگاری                     | جاندارانگاری                     |                                  | ۱۳٫۶۳٪                           | ۱۳٫۶۳٪                           |
| اسلام                            | اسلام                            |                                  | ۱٫۵۴٪                            | ۱٫۵۴٪                            |
| سایر مذاهب                       | سایر مذاهب                       |                                  | ۱٫۳۵٪                            | ۱٫۳۵٪                            |
| بی‌دین / نامشخص                   | بی‌دین / نامشخص                   |                                  | ۵٫۹۱٪                            | ۵٫۹۱٪                            |

برای صدها سال، اجداد مردم ایبان به رسم سنتی و نظام مذهبی پاگان خود عمل می‌کردند. هجوم استعمارگران مسیحی اروپایی (پس از ورود جیمز بروک) منجر به نفوذ مبلغان اروپایی و گرویدن مردم ایبان به مسیحیت شد. اگرچه بیشتر آنها اکنون مسیحی هستند، بسیاری از آنها هر دو آداب مراسم مسیحی و سنتی پاگان (به ویژه در هنگام ازدواج یا جشن) رعایت می‌کنند، اگرچه برخی از اعمال سنتی مانند «میرینگ» هنوز توسط برخی کلیساها ممنوع اعلام شده است. بیشتر مردم ایبان پس از گرویدن به مسیحیت، نام سنتی خود را به یک «نام مسیحی» مبتنی بر عبری تغییر دادند و به دنبال آن نام ایبانی قرار گرفته است که از جمله این اسامی می‌توان از دیوید دونگائو، جوزف جلنگای، مری مایانگ و… نام برد. با این حال برخی هنوز نام‌های سنتی اجداد خود را حفظ کرده‌اند.
بیشتر ایبان‌ها که مسیحی هستند، برخی از جشن‌های مسیحی مانند کریسمس، آدینه نیک، عید پاک را جشن می‌گیرند. بعضی از ایبان‌ها، مسیحیان متدینی هستند و به‌طور دقیق از ایمان مسیحی پیروی می‌کنند. از زمان گرویدن به مسیحیت، تعدادی از مردم ایبان، جشن‌های پاگان اجداد خود را به روش مسیحیان جشن می‌گیرند و بیشتر آنها هنوز هم جشن دایاک یا گاوای دایاک (به مالایی: Gawai Dayak) را برگزار می‌کنند که یک جشن عمومی در طبیعت است. در کنار اینان برخی به‌طور کلی، اعتقادات اجداد خود مانند «میرینگ» (Miring) یا جشن گاوای آنتو (Gawai Antu) را کنار گذاشتند و بسیاری فقط جشن‌های سنتی مسیحی را برگزار می‌کنند.
طبق آمار رسمی، در برونئی، از سال ۲۰۰۹ تا ۲۰۱۹، ۱۵۰۳ نفر از مردم ایبان به اسلام گرویده‌اند. بسیاری از ایبان‌های برونئی با مالایی‌ها ازدواج می‌کنند و در نتیجه دین خود را به اسلام تغییر می‌دهند. با این وجود، بیشتر افراد قوم ایبان در برونئی، همچون جامعه ایبان در مالزی، مسیحیانی مذهبی هستند. ایبان‌های برونئی نیز به دلیل داشتن عقاید مشترک، اغلب با موروت‌ها یا چینیان مسیحی ازدواج می‌کنند.
ایبان‌ها به کمک کردن به یکدیگر و گذران اوقات خوش در کنار هم اعتقاد دارند. برخی از ایبان‌های مسن نگران این هستند که از زمان گرویدن به مسیحیت و اتخاذ سبک زندگی مدرن‌تر، فرهنگ آنها بین اکثر نسل جوان کم‌رنگ شده است. با این وجود، بیشتر مردم ایبان از پیشرفت و توسعه مدرن استقبال می‌کنند.
بسیاری از مردم محلی و تعدادی مبلغ مذهبی مشخص، به دنبال مستندسازی و حفظ و نگهداری اعمال سنتی مذهب دایاک بوده‌اند. به عنوان نمونه، کشیش ویلیام هاول بین سال‌های ۱۹۰۹ و ۱۹۱۰ در مقالات متعدد در مورد زبان، افسانه‌ها و فرهنگ ایبان در نشریه ساراواک گازت (به انگلیسی: Sarawak Gazette) مشارکت کرد. این مقالات چند سال بعد در سال ۱۹۶۳، در کتابی با عنوان، دایاک‌های دریا و سایر نژادهای ساراواک (به انگلیسی: The Sea Dayaks and Other Races of Sarawak) گردآوری شدند.

## فرهنگ و آداب و رسوم
موسیقی

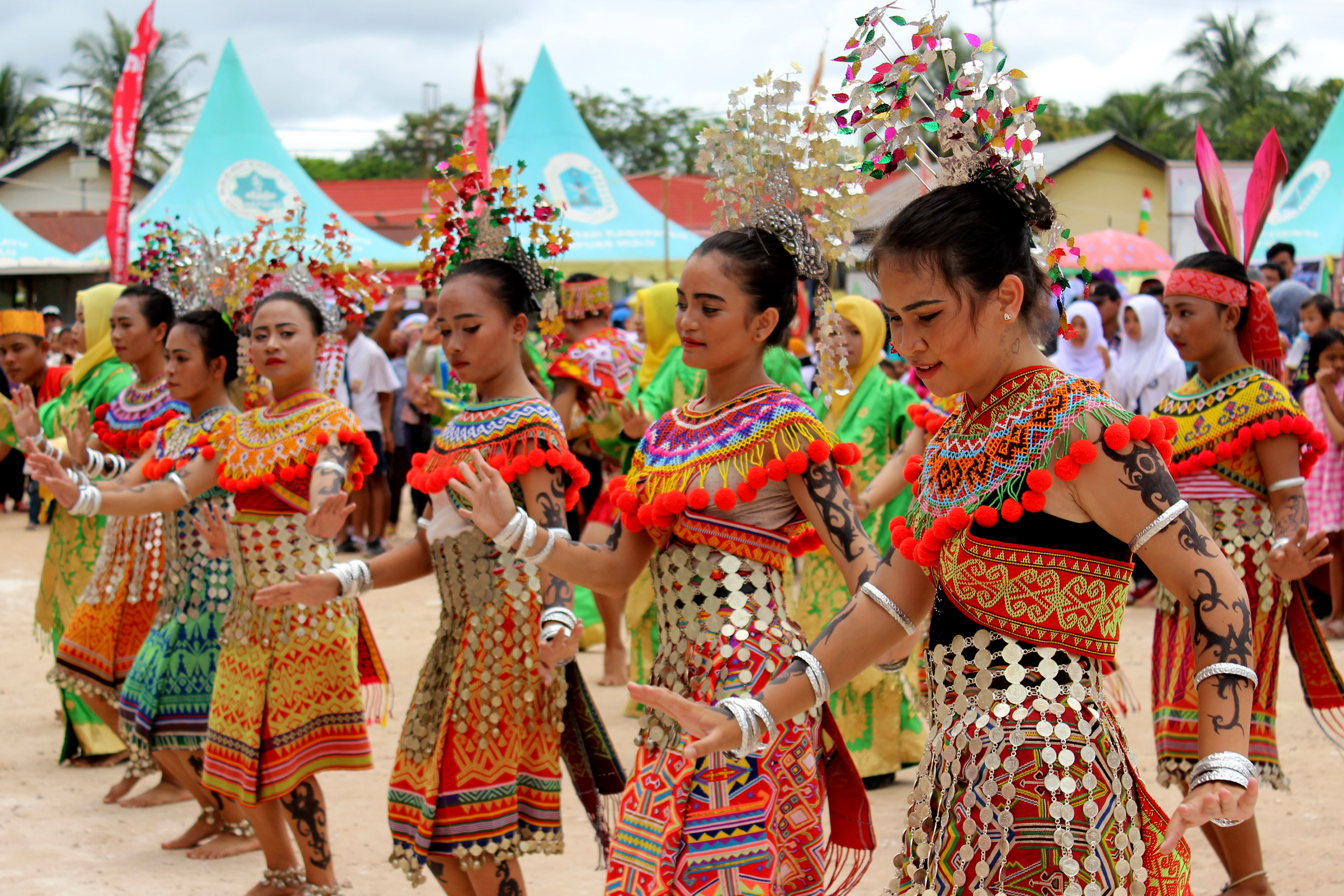
دوشیزگان قوم ایبان از قلمرو کاپواس هولو در حال اجرای رقص سنتی

موسیقی ایبان منطبق بر ساز کوبه‌ای است. ایبان دارای میراث موسیقی است که از گونه‌های مختلف گروه موسیقی آگونگ تشکیل شده است-گروه‌های ساز کوبه‌ای از گونگ‌های آویزان بزرگ (large hanging)، معلق، ارباب یا رئیس (bossed)/قبه‌دار (knobbed) تشکیل شده‌اند که بدون مشایعت ساز ملودیک، به عنوان طبل عمل می‌کنند. گروه کلیشه‌ای آگونگ ایبان شامل مجموعه‌ای از انکرومونگ (engkerumung) (گونگ‌های کوچک که کنار هم قرار گرفته‌اند و مانند یک زیلوفون نواخته می‌شوند)، تاواک (tawak) (معروف به "باس گونگ")، بِبِندای (bebendai) (که همانند طبل کوچک عمل می‌کند) و نیز کتبونک یا بداپ (bedup) (ساز کوبه‌ای/طبل یک طرفه) خواهد بود.
یک نمونه از موسیقی سنتی ایبان، تابوه (taboh) است. انواع متفاوتی از تابوه (موسیقی) وجود دارد که به هدف و نوع رقص انگاجات (Ngajat) بستگی دارد که یک نمونه از آن آلون لوندای (alun lundai) (تمپو آرام) نام دارد. گندانگ می‌تواند در انواع مشخص، متناسب با نوع و هدف اجرای مراسم، نواخته شود. محبوب‌ترین آنها گندانگ رایاه (gendang rayah) (ضرب نوسانی) و گندانگ پامپات (gendang pampat) (ضرب جاروبی) نام دارد.
صنایع دستی

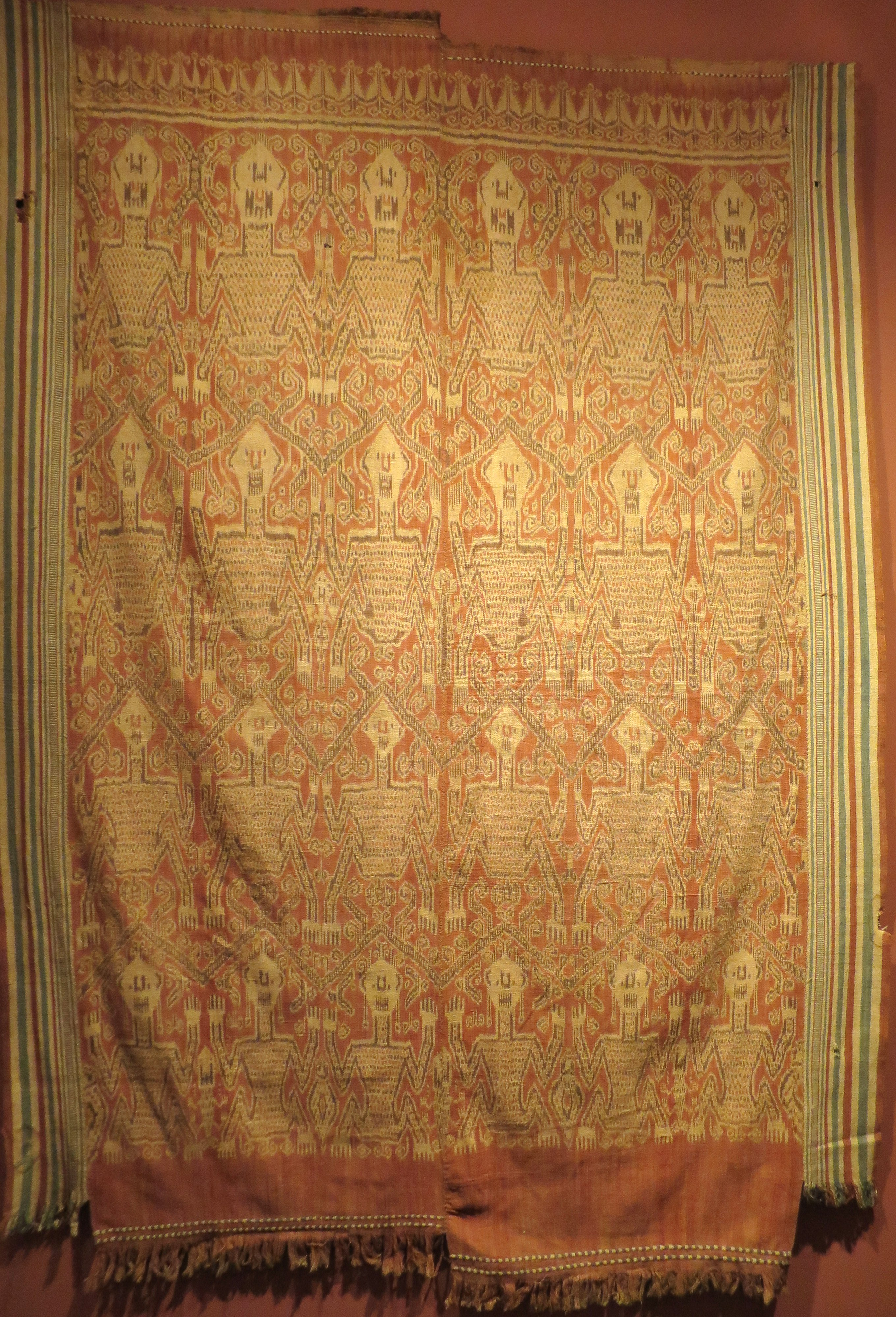
یک پوا کومبو ایبان (پارچه ویژه مراسم) از ساراواک که در موزه هنر هونولولو در معرض دید گذاشته شده است.

محصولات بافته شده به نام بتنون (betenun) معروف هستند. چند نوع روانداز بافته شده توسط مردم ایبان، پوا کومبو، پوا ایکات، کین کاراپ و کین سونکیت هستند. مردم ایبان از طریق بافندگی، روانداز، لباس بی‌آستین (باجو بورونگ)، کین کبات، کین بتاتینگ و سلامپای (selampai) درست می‌کنند. بافندگی نشانه تندخویی زنان ایبان است در حالی که کایائو (شکار سر) نشانه تندخویی مردان است. روانداز پوا کومبو با انگیزه آیینی یا سنتی بافته می‌شود که به نیت محصول بافته شده بستگی دارد. افرادی که آموزش‌های بافندگی را به پایان می‌رسانند با عنوان تمبو کایو (finish the wood) نامیده می‌شوند. از زمره بافته‌های با بن‌مایه آیینی که به خوبی شناخته شده هستند می‌توان به گاجا مرام (فیل آشفته)، تیانگ ساندونگ (تیرک آیینی)، ملیگای (زیارتگاه) و تیانگ رانیای (Tiang Ranyai) اشاره کرد.
مالکیت زمین
از دوران قدیم، کشاورزی ایبان بر اساس سیستم کشاورزی یکپارچه بومی موجود استوار بود. دایاک‌های ایبان به کشت برنج روی سطوح شیب‌دار تپه تمایل داشتند. اراضی کشاورزی به این مفهوم، بیشتر در مورد اصطلاحات شالیزار برنج روی سطوح شیب‌دار تپه، لادنگ (باغ) و هوتان (جنگل) به کار گرفته می‌شد.

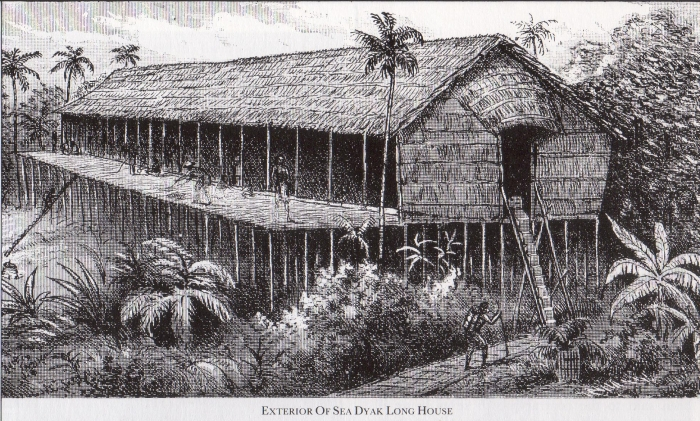
یک لانگ‌هاوس ایبان، سال ۱۸۹۶

وقتی ایبان به منطقه ساحلی رودخانه نقل مکان می‌کرد، آن منطقه را به سه منطقه اصلی یعنی منطقه کشاورزی، حوزه قلمرویی (pemakai menoa) و ذخیره جنگلی (pulau galau) تقسیم می‌کرد. منطقه کشاورزی با اتفاق نظر و بعد از تقسیم‌بندی، متناسب با هر خانوار بین آنها توزیع می‌گردید. رئیس و بزرگترهای قبیله مسئولیت دارند تا هر نوع اختلاف و دعاوی را به صورت مسالمت‌آمیز حل و فصل کنند. حوزه قلمرویی یک ناحیه مشترک است که خانوارهای هر لانگ‌هاوس مجاز بودند تا غذای خود را از آن قلمرو مشترک، بدون تخطی به قلمرو دیگر لانگ‌هاوس‌ها، برآورده کنند. ذخیره جنگلی برای استفاده عموم است و منبع مواد طبیعی برای ساخت لانگ‌هاوس (ramu)، قایق، امور بافندگی و بقیه موارد است.
تمام منطقه کناری رودخانه می‌تواند تعداد زیادی از لانگ‌هاوس‌ها را در بر بگیرد و بنابراین کل منطقه به تمام آنها تعلق گرفته و آنها باید از آن در برابر تخطی و هجوم بیگانگان دفاع کنند. لانگ‌هاوس‌های اشتراکی و زندگی در منطقه کناری رودخانه، به آنها نام مالکان اشتراکی (sepemakai) می‌بخشد. هر راه گذر جنگل بکر که توسط هر خانواده هموار و به صورت ایمن، در دسترس قرار گیرد به‌طور خودکار به آن خانوار تعلق گرفته و به عنوان ارثیه (pesaka) به نسل‌های بعدی آنها تعلق می‌گیرد مگر اینکه به دیگر نواحی مهاجرت کنند و از مالکیت زمین خود چشم‌پوشی کنند، در این موارد به صورت نمادین یک کالای ساده در قبال زمین، به آنها داده می‌شود.
کشاورزی و اقتصاد

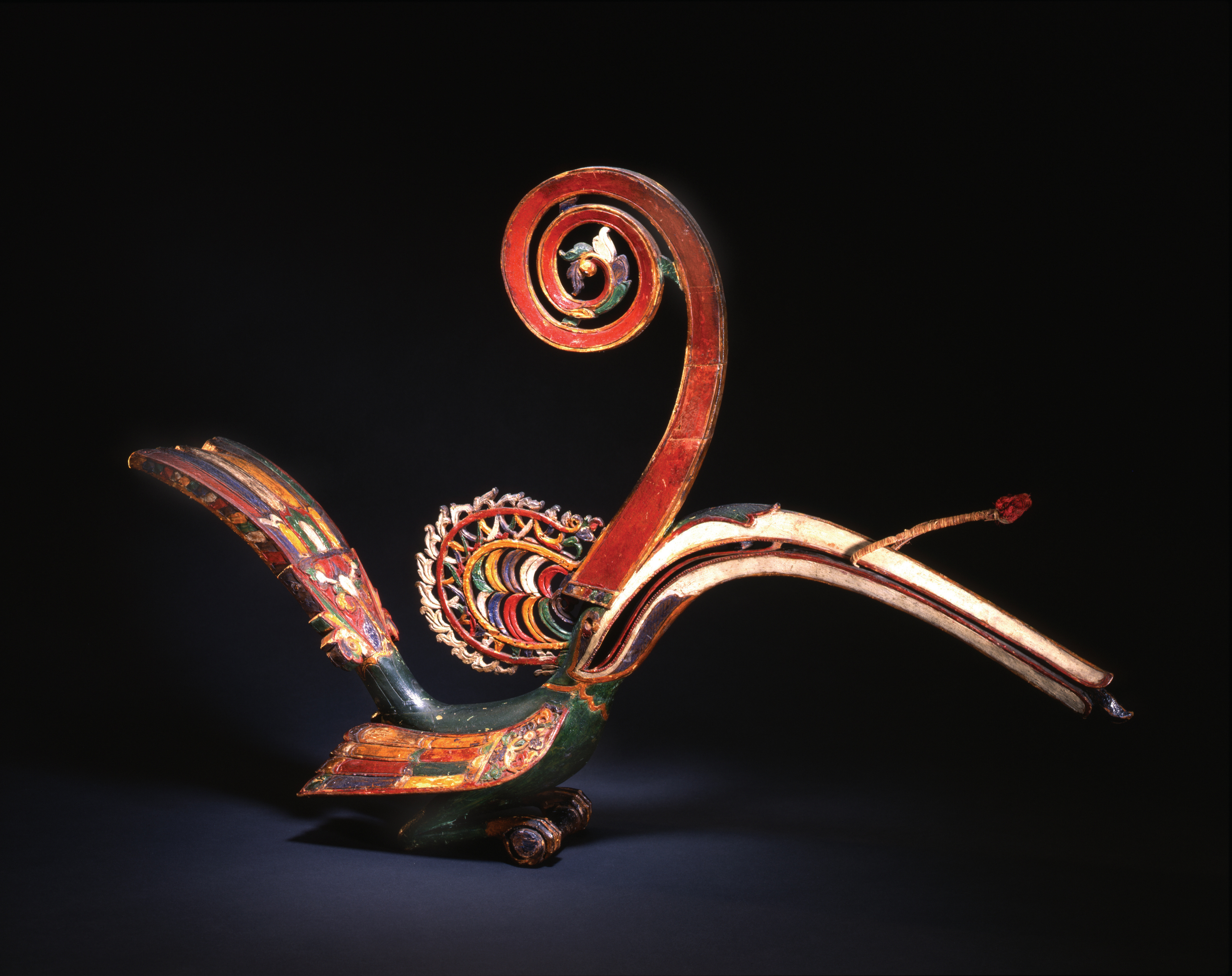
کنده‌کاری ایبان از نوک‌شاخ، مربوط به قرن نوزده.

مراحل اصلی کشت برنج، توسط نقال‌های لمامبانگ ایبان برای خواندن وردهای آیینی دنبال می‌شود. نقال‌ها همچنین مراحل انجام شکار سر را با مراحل انجام کشت برنج تشبیه می‌کنند. سایر محصولات که کشت می‌شوند از جمله انسابی (نوعی اسفناج)، خیار (رامپو آمات و رامپو بتو)، بادمجان (برینجال)، ذرت، لینکائو، ارزن و پنبه (تایاک) هستند.
در مورد پول نقد، محصولات جنگلی را یافته و برای فروش در بازار و شهر عرضه می‌کردند. مدتی بعد فلفل، کاکائو و کائوچو کاشتند. امروزه، به منظور دست‌یابی به درآمد بهتر، تعداد زیادی از ایبانی‌ها در شهر به کار مشغول هستند.
تجارت، یک فعالیت و مشغولیت طبیعی برای مردم ایبان نیست. در روزگار قدیم، آنها شلتوک برنج را با ظروف شیشه‌ای یا سفالی و ماهی شور دریا مبادله می‌کردند ولی مدتها پیش، شلتوک برنج ارزش اقتصادی خود را از دست داد. در مناطقی که به‌طور مکرر کشت محصول انجام می‌شود، به خاطر اینکه منبع طبیعی کود از خود جنگل است و منبع آبیاری کشاورزی از باران است، محصول زیادی نمی‌توان برداشت کرد و چرخه موسم آب و هوا اهمیت دارد و لازم است به طرز صحیح دنبال شود. تجارت اقلام خرده ریز، محصولات کشاورزی یا جنگلی توسط چینی‌هایی که بین شهر و مکان داد و ستد مردم ایبان تردد می‌کنند، انجام می‌پذیرد.
راهزنی دریایی
همان‌طور که از نام دایاک‌های دریا مشخص است، گروهی از قبایل هستند که با دریا ارتباط دارند و اساس پیکارهای آنها بر محور قایق و کانو است. یکی از تاکتیک‌های مورد علاقه آنها در هنگام نبرد، این است که تعدادی از قایق‌های بزرگ خود را مخفی می‌کنند و برای اغوای دشمن، تعدادی کانوی کوچک و ضعیف دارای خدمه را، برای حمله به سمت دشمن روانه می‌کنند. کانوها سپس عقب‌نشینی کرده و دشمن مبادرت به تعقیب آنها می‌کند و خیلی زود از مکانی که قایق‌های بزرگتر دایاک پنهان شده‌اند عبور کرده و از پشت توسط آنها مورد حمله قرار می‌گیرند، در حالی که کانوهای کوچکتر که نقش طعمه را اجرا کرده‌اند، از عقب‌نشینی دست برداشته و بازمی‌گردند و وارد نبرد می‌شوند. برای اجرای این گونه حمله، مکان‌هایی انتخاب می‌شوند که رود دارای قوس و خمیدگی است، شاخه‌های آویزان درختان و شاخ و برگ‌های متراکم در ساحل، موقعیت بسیار خوبی را برای مخفی کردن قایق‌ها، در دسترس قرار می‌دهد.
تعداد زیادی از دایاک‌های دریا، دزد دریایی بودند. در قرن نوزده، تعداد زیادی دزد دریایی وجود داشت و به صورت پنهانی توسط حکمرانان محلی که سهمی از اموال غارت شده را دریافت می‌کردند، و نیز توسط مالایی‌هایی که به خوبی از هدایت قایق برمی‌آمدند، به ادامه کار ترغیب می‌شدند. ناوگان قایق‌های مالایی، مشتمل بر تعداد زیادی از قایق‌های جنگی طویل یا پراهو (prahu) بود که طول هر کدام حدود ۹۰ فوت (۲۷ متر)، یا بیش از این مقدار بود و تیر و کمانی را حمل می‌کردند که تیرهایی از جنس برنج را پرتاب می‌کرد، دزدان دریایی به شمشیر، نیزه و تفنگ فتیله‌ای مسلح بودند. در هر قایق، ۶۰ تا ۸۰ نفر پارو می‌زدند. این قایق‌ها در خلیج کوچک محافظت شده، کمین کرده و منتظر طعمه می‌شدند و به کشتی‌های تجاری که بین چین و سنگاپور تردد می‌کردند، هجوم می‌بردند. دزدان دریایی مالایی و متحدان دایاک آنها، با هر کشتی تجاری که مواجه می‌شدند آن را ویران و نابود می‌کردند، با هر گونه مقاومتی توسط خدمه آنها را به قتل رسانده و بقیه را برای بردگی می‌بردند. دایاک سر کشته شده‌ها را از تن جدا کرده و در معرض دود آتش قرار می‌دادند تا خشک شوند، سپس به عنوان یک دارایی با ارزش به خانه می‌بردند.
تاریخچه نظامی
نخستین رویارویی مستقیم دایاک ایبان با بروک و نیروی تحت امرش در سال ۱۸۴۳ اتفاق افتاد که در طی آن نیروهای بروک به منطقه باتانگ ساریباس (Batang Saribas) یا به عبارت دیگر به ترتیب پاده، پاکو و ریمباس حمله کردند. عاقبت این نبرد منجر به همایشی در ناگنا سبولوه (Nagna Sebuloh) در جهت امضای پیمان صلح ساریباس به منظور خاتمه راهزنی دریایی و عمل شکار سر بود ولی بومیان از امضای این پیمان خودداری کرده و موضوع پیمان را مورد بازبینی دوباره قرار دادند.
در سال ۱۸۴۴، نیروهای تحت امر بروک به باتانگ لوپار، باتانگ آندوپ و باتانگ اسکرانگ حمله کردند تا دایاک‌ها و شریف‌های مالایی را که در این نواحی زندگی می‌کردند، مغلوب سازند. شریف‌های مالایی، علیرغم شهرت و قدرت کنترل پر آوازه آنها بر بومی‌های ساکن آنجا، به راحتی در پاتوسین در باتانگ لوپار مغلوب شدند بدون این که نبرد جدی به وقوع بپیوندد. با این وجود، در طی نبرد باتانگ آندوپ، یکی از نیروهای بروک، افسر نیروی دریایی بریتانیا به نام چارلز وید در نبرد اولو آنتوپ هنگامی که در تعقیب شریف‌های مالایی در بالای رودخانه بود، کشته شد. متعاقباً، نیروهای مالایی تحت امر بروک به سرپرستی داتو پاتینگی علی و آقای استوارد، توسط قوای اسکرانگ ایبان در نبرد کرانگان پریس در منطقه باتانگ اسکرانگ، به‌طور کامل شکست خوردند.
در سال ۱۸۴۹ در نبرد بتینگ مارو، گروهی از قایق‌های دایاک در حال بازگشت از یک اقامت کوتاه مدت از طریق رود راجان بودند، متوجه یک کشتی جنگی بروک به نام نمسیس شدند. آنها بر آب‌تل بتینگ مارو پهلو گرفتند و به سمت روستاهای خود عقب‌نشینی کردند، وفق اینکه دو قایق دایاک به منظور انحراف توجه دشمن به سوی کشتی نمسیس رفته و با او درگیر شدند و بعد از تبادل چند تیراندازی، به سلامت عقب‌نشینی کردند. روز بعد، دایاک برای نیروی پیگرد بروک کمین کرده و قبل از بازگشت، دو نفر از خدمه ایبانی بروک را کشتند.
لایانگ، داماد ریبائو «لنتاپ» به عنوان اولین فرد ایبان شناخته شده است که یک شخص سفیدپوست، به نام آقای آلن لی «تی متی روگی»، (که بیهوده کشته شد) را در سال ۱۸۵۳ در نبرد لینتانگ باتانگ، به قتل رسانده است که این امر بر فراز قلعه اسکرانگ که توسط بروک در سال ۱۸۵۰ ساخته شده بود اتفاق افتاد. حکومت بروک سه حرکت متوالی تنبیهی را به منظور تسخیر قلعه نظامی که به عنوان کوه سادوک معروف بود، علیه لیبائو رنتاپ راه اندازی کرد. در مجموع، حکومت بروک ۵۲ اقدام تنبیهی را علیه ایبان انجام داد که یکی از آنها علیه کایان بود.
رنجرهای ساراواک که بیشتر آنها از دایاک بودند، در شورش ضد کمونیست در دوره وضعیت اضطراری مالایا، بین سال‌های ۱۹۴۸ تا ۱۹۶۰ شرکت کردند. رنجرهای ساراواک به منظور جنگیدن در جریان شورش برونئی در سال ۱۹۶۲، توسط بریتانیا اعزام شدند.